# ライアン・ロクテ
ライアン・ロクテ（英: Ryan Lochte、1984年8月3日 - ）は、アメリカ合衆国ニューヨーク州出身の男子競泳選手。

## 経歴
父はイングランド及びドイツ系アメリカ人であり、母はハバナ生まれのキューバ人。両親ともに水泳コーチ。9歳から水泳を始め、2007年5月、フロリダ大学スポーツマネージメント専攻卒業。
2004年アテネオリンピックの代表になり、200m個人メドレーで銀メダル、4x200mフリーリレーで金メダルを獲得した。
2005年のモントリオール世界選手権では、200m個人メドレーと200m背泳ぎで銅メダル、4x200mフリーリレーで金メダルを獲得する。2007年のメルボルン世界選手権では200m背泳ぎで、アーロン・ピアソルに勝って世界新記録を樹立し優勝した。
2008年北京オリンピック代表選考会でピアソルがロクテの世界記録に並び、世界記録保持者同士の対決となった200m背泳ぎで世界新記録を更新して優勝、4x200mフリーリレーでも金メダル、200m個人メドレーと400m個人メドレーで銅メダルを獲得した。
2009年05月10日に日本・オーストラリア対抗戦で日本の入江陵介がロクテの記録を1秒08上回る破るタイムを出したが、水着が非公認だったためFINAに世界記録として認定されず、ロクテの記録が世界記録のままであったが、7月の全米選手権でピアソルによって更新された。ローマ世界選手権ではロクテは200m背泳ぎで銅メダルに終わったものの、200mと400mの個人メドレーと4x100mと4x200mフリーリレーの4種目で金メダルを獲得した。そのうち200m個人メドレーと4x200mフリーリレーの2種目は世界新記録だった。この時に樹立された200m個人メドレーの世界記録はロクテの手によって二年後の世界選手権でさらに更新される。
2016年8月、リオデジャネイロオリンピックに出場し、4x200mフリーリレーで金メダルを獲得。

## 不祥事

### リオデジャネイロ五輪虚偽通報問題
リオデジャネイロオリンピックで金メダルを獲得後、ロクテを含む競泳代表の4選手（ロクテ以外の3選手は、ジャック・コンガー、ジョセフ・ベンツ、ジミー・ファーゲン）が強盗被害に遭い金品を奪われたと訴えていたが、地元警察の捜査の結果、実際には強盗事件はなく虚偽であったことが判明。ロクテらもこれを認め、謝罪した。事実は、パーティーで酒に酔い、宿泊施設に戻る途中だったロクテとそのチームメイトのジェイミー・ファーゲン、ジョセフ・ベンツ、ジャック・コンガーは、ガソリンスタンドに立ち寄ると、トイレで器物破損行為に及び、壁に向かって小便をしたため、警備員によって拘束されたというものである。これを隠すために、ブラジルの悪い治安状況を利用して強盗事件にあったと虚言を行ったが、嘘が発覚。アメリカではこの醜態に「国家の恥」や「リアルピノキオ」という批判が巻き起こり、ニューヨーク・ポストは、「米国人が世界で嫌われるすべての理由を体現した人物(原文 "Ryan Lochte is everything the world hates about Americans")」とロクテを報じた。この事態にアメリカオリンピック委員会はブラジル側に対して謝罪し、国際オリンピック委員会は調査を始める方針を表明した。
また、この事件を水泳選手が起こしたことからウォーターゲート事件(Watergate)と引っ掛けて「ロクテゲート(LochteGate)」といった造語でよばれるようになりツイッターのトレンド入りした。
2016年8月21日、アメリカオリンピック委員会は「士気を落とした」「五輪は大きな舞台。選手の行動は世界に大きな影響を与え、ミスをすると取り返しがつかなくなる。選手には、国を代表しているということを理解させたい」として、ロクテに処分を下す考えを示した。
またこの件を受けて、水着メーカーのSPEEDOが「当社のブランド価値にそぐわず、容認できない」と述べた他、複数の企業がロクテとのスポンサー契約を解除した。
2016年9月8日、アメリカオリンピック委員会は、ロクテに10か月間の出場停止処分を科し、ロクテ以外の3選手は4か月間の出場停止処分とした。また、ロクテは金メダル獲得によって支給された10万ドル（約1020万円）の報奨金の返還や、20時間の社会奉仕活動、公式トレーニング施設の使用禁止などの処分も科せられた。2016年9月12日、国際オリンピック委員会は、アメリカオリンピック委員会の処分を妥当とし、追加処分は実施しないと発表した。
2016年9月13日、ロクテはABCのリアリティ番組『ダンシング・ウィズ・ザ・スターズ』に出演したが、この出演に抗議しようとしたとみられる観客がロクテに詰め寄ろうとして、警備員に取り押さえられるという事件が起こった。この観客は、ロクテの名前の上に禁止マークを付けた服を着ていた。また、この観客以外に、ロクテに向かって叫んだ抗議者もおり、スタジオから退出させられた。

### ドーピング違反問題
ロクテは、2018年5月にアメリカ合衆国水泳連盟などからの許可を受けずに自身の肉体に点滴静脈注射（IV）を施し、さらにこれを自身のSNSに掲載した。このことからアメリカ合衆国アンチ・ドーピング機関（USADA）はロクテに対する事情聴取などを行い、重大な規則違反が認められたことによりUSADAはロクテに対して『2018年5月24日に遡り、2019年7月まで14ヶ月間の選手資格を停止する』処分を行ったことを公知した。

## 健康問題
2018年10月4日、カリフォルニア州に滞在中、ホテルの自室に無理やり入ろうとして警察沙汰になった。さらに翌5日、移動先のフロリダ州で車の衝突事故を起こした。警察は、飲酒の有無を明らかにしなかったが、顧問弁護士は、ロクテがアルコール依存症の治療を求めていることを明らかにしている。

## 自己ベスト
- 100m 自由形 : 48秒16（2009年）
- 200m 自由形 : 1分44秒44（2011年）
- 200m 背泳ぎ : 1分52秒96（2011年）
- 200m 個人メドレー : 1分54秒00（2011年）
- 400m 個人メドレー : 4分05秒18（2012年）